# Вера Йоцич
Вера Йоцич (на сръбски: Вера Јоцић, на македонска литературна норма: Вера Јоциќ) е югославска партизанка и деятелка на Народоосвободителната войска на Македония.

## Биография
Родена е в семейство на сръбски колонисти в скопското село Хасанбегово (на сръбски Сингелич) на 21 август 1923 г. Завършва в Скопие основно училище и 3 класа от гимназията. В началото на 1941 г. влиза в Съюза на комунистическата младеж на Югославия. Изпратена е от родителите си във Валево поради страх от наближаващата война. Там Йоцич влиза в ЮКП.
До есента на 1941 г. работи по партийни задачи във Валево, а след това влиза в Ястребачкия партизански отряд. По-късно е изпратена в Ниш, където трябва да привлича за каузата на съпротивата. През втората половина на 1942 г. се прехвърля в партизански отряд, действащ в Южно Моравско.
През 1943 г. се връща в Македония, където става заместник-политически комисар на Кумановския партизански отряд. След създаването на Първи кумановски народоосвободителен партизански батальон „Орце Николов“ е заместник-политически комисар на Трети батальон. На 24 февруари 1944 г. става заместник-политически комисар на първи батальон на Трета македонска ударна бригада. Отличава се в сраженията на отряда при Дренък, Пелинце, Ристовац и други.
На 20 май 1944 г. бригадата води тежки борби на планината Лисец и Осогово. Трети батальон, в който е Йоцич, се опитва да пробие редовете на българските военни части в посока планината Огражден и при сражението тя е тежко ранена. След 3 дни умира от раните си.
По решение на Йосип Броз Тито на 20 декември 1951 г. е обявена за народен герой на Югославия.
- Бюст на Вера Йоцич в Скопие, дело на сестра ѝ Вида Йоцич
- Паметник на Вера Йоцич в Каменица